# Chaos-Queens
Chaos-Queens ist eine deutsche Fernsehreihe, die seit März 2017 in unregelmäßigen Abständen im Rahmen des ZDF-Herzkinos am Sonntag ausgestrahlt wird. Die in loser Folge gesendeten Filme basieren auf Romanen der Schriftstellerin Kerstin Gier. Im Mittelpunkt der einzelnen Filme stehen Frauenpersönlichkeiten, die gerade in der Midlife-Crisis sind.

## Episodenliste
| Folge | Titel                                               | Erstausstrahlung | Regie            | Drehbuch                        |
| ----- | --------------------------------------------------- | ---------------- | ---------------- | ------------------------------- |
| 1     | Chaos-Queens: Für jede Lösung ein Problem           | 19. März 2017    | Thomas Freundner | Aglef Püschel Wiebke Jaspersen  |
| 2     | Chaos-Queens: Die Braut sagt leider nein            | 9. April 2017    | Vivian Naefe     | Sarah Palma                     |
| 3     | Chaos-Queens: Ehebrecher und andere Unschuldslämmer | 18. Februar 2018 | Vivian Naefe     | Sarah Palma, Ira Wedel          |
| 4     | Chaos-Queens: Lügen, die von Herzen kommen          | 25. Februar 2018 | Imogen Kimmel    | Stefan Kuhlmann, Melanie Brügel |